# Jalapa (Indiana)
Jalapa – jednostka osadnicza w Stanach Zjednoczonych, w stanie Indiana, w hrabstwie Grant.